# 史蒂芬妮·麥馬漢
史蒂芬妮·麥馬漢（英語：McMahon family，1976年9月24日—），全名為 史蒂芬妮·瑪麗·麥馬漢-萊韋斯克（英語：Stephanie Marie McMahon-Levesque），前职业摔角手，曾任世界摔角娛樂（WWE）總裁兼首席執行長、執行副董事長（編劇），其父親為世界摔角娛樂的總裁兼首席執行長文斯·麥馬漢，而她與哥哥辛恩·麥馬漢分別擔任世界摔角娛樂的要職。

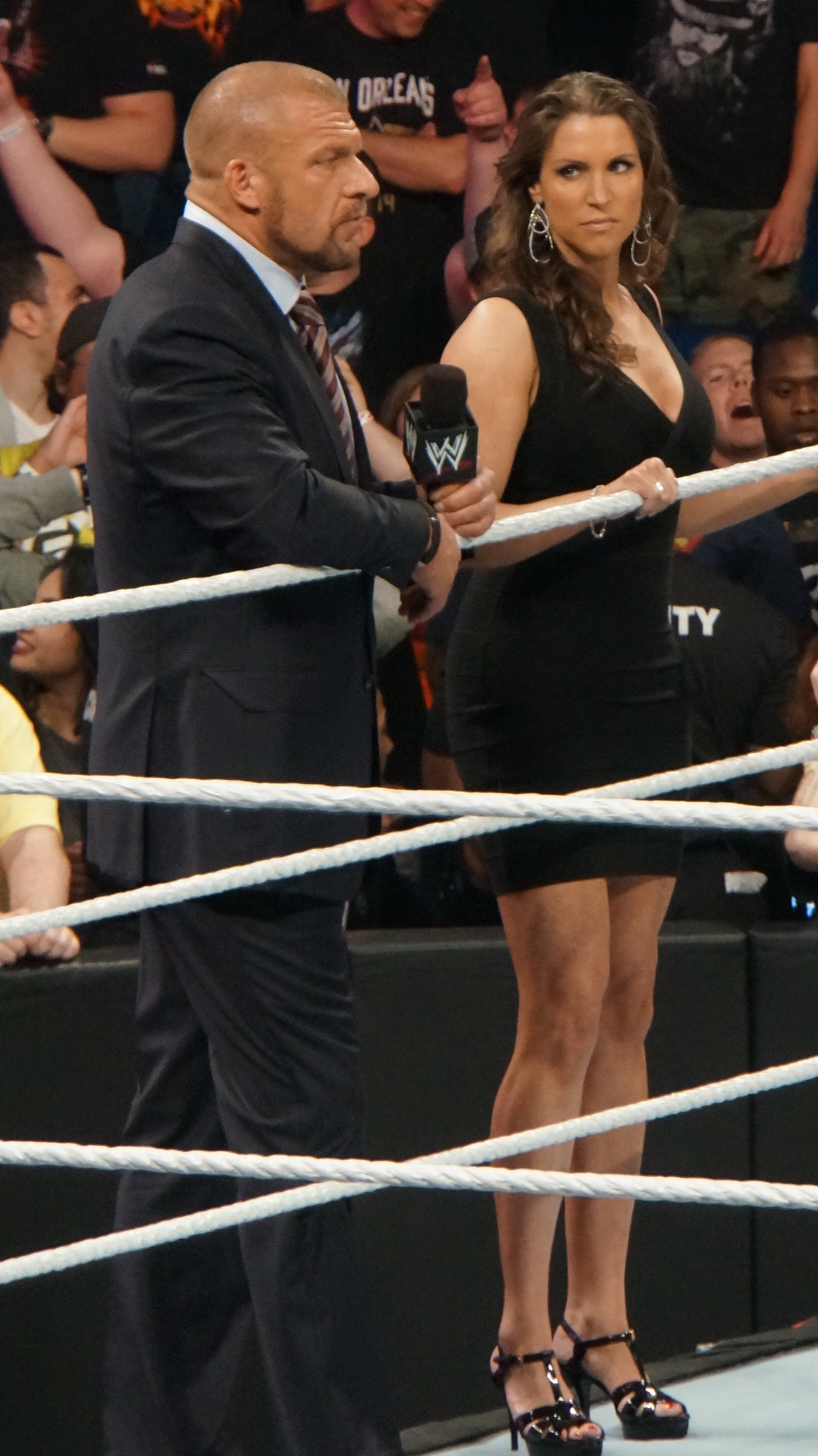
Triple H和史蒂芬妮（2014年）

史蒂芬妮於1999年，開始參與摔角節目演出，初次露臉是在送葬者企圖掌控世界摔角娛樂的劇情中扮演受害者。之後隨著劇情走向，她在節目中嫁給了Triple H，而且之後在2003年，他們於現實生活中真正結婚。當時史蒂芬妮與Triple H所主導的邪惡夫妻檔劇情，讓她掌控了整個世界摔角娛樂，而她也因此拿下了一次的WWE女子冠軍頭銜。2001年，史蒂芬妮又因為劇情的發展，拿下了ECW冠軍腰帶。之後的幾年，史蒂芬妮不再參與賽事演出，改以SmackDown!總經理的身份出現在電視節目上，直到2003年，因劇情發展，她與父親文斯·麥馬漢進行了一場投降戰（I Quit match），並於賽後消失於螢光幕前。2008年，史蒂芬妮再度以Raw總經理的身份開始參與節目演出，2013年與擔任首席運營官的丈夫Triple H以權利夫婦組合亮相，直至2018年在摔角狂熱34上完成擂台生涯最後一場比賽後淡出幕前。
2022年6月17日接任父親文斯·麥馬漢的WWE總裁兼首席執行長職務。随着文斯于2023年1月重返公司主席岗位，史蒂芬妮宣布从公司辞职，结束长达24年的职业生涯。

## 外部連結
- 史蒂芬妮·麥馬漢在WWE官方網站上的簡介（页面存档备份，存于）（英文）
- 史蒂芬妮·麥馬漢在互联网电影资料库（IMDb）上的資料（英文）